# Карл-Вільгельм Панке
Карл-Вільгельм Панке (нім. Karl-Wilhelm Pancke; 4 жовтня 1915, Гузум — 19 березня 1987) — німецький офіцер-підводник, оберлейтенант-цур-зее резерву крігсмаріне (1 серпня 1943).

## Біографія
В 1938 році вступив на флот. В травні-жовтні 1940 року — комендант 11-ї флотилії оборони гавані. З квітня 1941 року — командир загороджувальної команди Готенгафена. В березні-вересні 1942 року пройшов курс підводника. З вересня 1942 року — 2-й, з квітня 1943 року — 1-й вахтовий офіцер на підводному човні U-402. В червні-липні пройшов курс командира човна. З 14 серпня 1943 по лютий 1945 року — командир U-242, на якому здійснив 6 походів (разом 76 днів у морі). В лютому 1945 року був переданий в розпорядженні 1-го навчального дивізіону підводних човнів.
Всього за час бойових дій потопив 3 кораблі загальною водотоннажністю 2595 тонн.
| Дата           | Назва корабля              | Тип                 | Тоннаж | Вантаж                         | Екіпаж | Загинули | Країна    |
| -------------- | -------------------------- | ------------------- | ------ | ------------------------------ | ------ | -------- | --------- |
| 25 серпня 1944 | ККО-2                      | Гідрографічне судно | 600    |                                | 32     | 25       | СРСР      |
| 25 серпня 1944 | ВРД-96 «Дельфін»           | Баржа               | 500    |                                | ?      | ?        | СРСР      |
| 28 жовтня 1944 | Rigel (підірвався на міні) | Торговий пароплав   | 1,495  | 1413 тонн генеральних вантажів | 23     | 0        | Фінляндія |